# Anaëlle Wiard
Anaëlle Wiard, née le 23 mars 1991 à Etterbeek en Belgique, est une footballeuse internationale belge et danseuse exotique.

## Biographie
Elle débute à l'âge de 16 ans au FCF White Star Woluwé, elle y joue pendant trois saisons. En 2010, elle est transférée au RSC Anderlecht. En juin 2017, elle vient au Standard de Liège. Un an plus tard, elle part à OHL. En avril 2020, Anaelle Wiard signe à l'Eendracht Alost.
Elle est aussi internationale belge de football et de beach soccer.

## Palmarès
- Vainqueur de la Coupe de Belgique en 2013
- Finaliste de la Coupe de Belgique en 2016 et 2017